# La Mothe-Saint-Héray
La Mothe-Saint-Héray är en kommun i departementet Deux-Sèvres i regionen Nouvelle-Aquitaine i västra Frankrike. Kommunen ligger i kantonen La Mothe-Saint-Héray som tillhör arrondissementet Niort. År 2022 hade La Mothe-Saint-Héray 1 662 invånare.

## Befolkningsutveckling
Antalet invånare i kommunen La Mothe-Saint-Héray
| Referens: INSEE |